# Renegade Platinum Mega Dance Attack Party: Don The Plates
Albums de Bogdan Raczynski
I Will Eat Your Children Too!
(maxi)
(2003) Who Is It (Shooting Stars & Asteroids Mix)
(single)
(2005)
Renegade Platinum Mega Dance Attack Party: Don The Plates est un album compilation de Bogdan Raczynski sorti le 8 septembre 2003 chez Rephlex Records. Il n'existe qu'en CD. Il réunit tous les titres de '96 Drum 'n' Bass Classixxx et de I Will Eat Your Children Too! avec des morceaux en bonus,. Mais, effectivement des titres de 96 Drum 'n' Bass Classixxx n'ont pas été retenus pour cette compilation et certains de ces morceaux inclus ont été revus/retouchés. Le neuvième Untitled contient le  morceaux 5L45H! 4TT4CK! 3NT3R K3Y! et  sept morceaux en bonus.

## Liste des morceaux
Les morceaux entre parenthèses sont les titres venant de 96 Drum 'n' Bass Classixxx et de I Will Eat Your Children Too!.
| No | Titre | Durée |
| -- | --- | ----- |
| 1. | Untitled (I Will Eat Your Children Too!, B2 - Untitled (4:52) - (version originale))                          | 4:53  |
| 2. | Untitled (I Will Eat Your Children Too!, B1 - Untitled (3:36) - (version originale))                          | 3:37  |
| 3. | Untitled ('96 Drum 'n' Bass Classixxx, A2. Suburban Fox - Battle Zone 1996 (4:47) - (version originale))      | 4:51  |
| 4. | Untitled ('96 Drum 'n' Bass Classixxx, A3. Abdullah K - Trip to the Boom (5:02) - (version edit))             | 4:11  |
| 5. | Untitled ('96 Drum 'n' Bass Classixxx, B1. Re-Start - '96 'Ardkore Canin' (5:17) - (version edit))            | 3:46  |
| 6. | Untitled ('96 Drum 'n' Bass Classixxx, D1. 4-Cillinda - D&D Diabolical (3:54) - (version originale))          | 3:56  |
| 7. | Untitled (I Will Eat Your Children Too!, A2 - Untitled (3:13) - (version originale))                          | 3:13  |
| 8. | Untitled (I Will Eat Your Children Too!, A1 - Untitled (3:50) - (version originale))                          | 3:50  |
| 9. | Untitled ('96 Drum 'n' Bass Classixxx, D4. Agent 30 - 5L45H! 4TT4CK! 3NT3R K3Y! (5:42) - (version originale)) | 5:43  |
|    | Bonus #1 (commence à 6:45)                                                                                    | 2:03  |
|    | Bonus #2 (commence à 8:49)                                                                                    | 2:05  |
|    | Bonus #3 (commence à 10:15)                                                                                   | 3:09  |
|    | Bonus #4 (commence à 13:29)                                                                                   | 2:23  |
|    | Bonus #5 (commence à 15:14)                                                                                   | 1:34  |
|    | Bonus #6 (commence à 16:50)                                                                                   | 3:13  |
|    | Bonus #7 (commence à 19:26)                                                                                   | 1:14  |
|    | Sans titre (6 secondes de silence)                                                                            | 0:06  |